# John King Fairbank
John King Fairbank (ur. 24 maja 1907, zm. 14 września 1991) – amerykański historyk i sinolog.

## Życiorys
Studiował na University of Wisconsin-Madison, a następnie przeniósł się na Harvard University, który ukończył w 1929 roku, po czym wyjechał na dalsze studia na Uniwersytet Oksfordzki. W Anglii, ponieważ uczelnie nie oferowały wtedy studiów sinologicznych, zaczął się samodzielnie uczyć języka chińskiego. Po uzyskaniu w 1932 roku doktoratu wyjechał do Pekinu, gdzie przez kilka lat pracował jako wykładowca na Uniwersytecie Tsinghua. 
Po powrocie do USA w 1936 roku został wykładowcą historii na Harvardzie i zajmował się naukowo Chinami w epoce cesarstwa. Po japońskim ataku na Pearl Harbor podjął pracę w Biurze Informacji Wojennej i został wysłany do Chongqingu, tymczasowej siedziby rządu Republiki Chińskiej, która od 1937 roku toczyła wojnę z Japonią. Powrócił do Waszyngtonu w 1944 roku, po czym rok później wrócił do Chin i podjął pracę w Szanghaju. Z Chin wyjechał w 1946 roku, na krótko przed wznowieniem w tym kraju wojny domowej.
Po powrocie do USA wyrażał swoje poparcie dla Mao Zedonga i chińskich komunistów oraz nawoływał rząd amerykański do nawiązania stosunków dyplomatycznych z Chińską Republiką Ludową. Oskarżony o szpiegostwo i atakowany w okresie tzw. maccartyzmu. W latach 1955–1973 był dyrektorem Centrum Studiów Azji Wschodniej. Do Chin przyjechał ponownie w 1972 roku po wizycie Nixona w tym kraju. Na łamach dwumiesięcznika „Foreign Affairs” wyraził wówczas podziw dla rewolucji kulturalnej, co jednak po latach sam nazwał „znakomitym przykładem sentymentalnego sinofilizmu, [...] sprawiającego, że skądinąd niesentymentalni uczeni nie chcą powiedzieć niczego złego o przedmiocie swoich badań”.
W 1977 roku przeszedł na emeryturę. Pozostawił po sobie liczne prace sinologiczne, uważane obecnie za klasyczne.

## Wybrane prace
- Trade and Diplomacy on the China Coast: The Opening of the Treaty Ports, 1842-1854, Harvard University Press, 1953.
- Patterns Behind the Tientsin Massacre, w: Harvard Journal of Asiatic Studies 20, nr 3/4 (1957), str. 480-511.
- Ch'ing Administration: Three Studies, Harvard University Press, 1960.
- Chinabound: a fifty-year memoir, Harper & Row, 1982.
- The United States and China, Harvard University Press, 1983.
- China: A New History, Belknap Press of Harvard University Press, 1992.

### Tłumaczenia na język polski
- Historia Chin. Nowe spojrzenie, Wydawnictwo Marabut, 1996.